# ОШ „Карађорђе” Горњи Матејевац
ОШ „Карађорђе” једна је од основних школа у Нишу. Налази се у улици Просветина бр. 1, у Горњем Матејевцу у општини Пантелеј.

## Историјат
Основна школа „Карађорђе” је почела са радом 1836. године. На почетку није имала своју зграду и радила је са краћим и дужим прекидима. Године 1919. је Горњи Матејевац захтевао од Министарства просвете, науке и технолошког развоја отварање школе која је почела са радом 3. новембра 1919. Пети разред је отворен 1945—46, а касније и остали разреди. Актом Народног Одбора среза нишког од 7. новембра 1950. је основана осмогодишња школа од првог до осмог разреда са обавезним школовањем. Пре Другог светског рата је носила назив „Карађорђе”, а касније је названа „Борис Кидрич”. Школске 1990—91. године је враћен стари назив „Карађорђе”. Школа је удаљена од Ниша осам километара и повезана је редовним саобраћајем са градом. Данас има 263 ученика, четрдесет и два радника, шеснаест одељења од тога дванаест у матичној школи и по два територијално издвојена одељења у Кнез Селу и Доњем Матејевцу. У школи постоје и три васпитне групе за рад са предшколском децом, једна у матичној и две при издвојеним одељењима. 

## Догађаји
Догађаји Основне школе „Карађорђе”:
- Савиндан
- Дечја недеља
- Дан школе
- Дани отворених врата
- Дан здраве хране
- Дан шале
- Дан планете Земље
- Дан шума
- Дан шарених чарапа
- Дан толеранције
- Дан матерњег језика
- Светски дан књиге и стваралаштва
- Светски дан хране
- Светски дан књиге и ауторских права
- Светски дан науке
- Међународни дан писмености
- Међународни дан књиге за децу
- Међународни дан дечијих права
- Међународни дан жена
- Међународни дан волонтера
- Међународни дан енергетске ефикасности
- Сајам књига у Нишу
- Сајам професионалне оријентације
- Фестивал „Наук није баук”
- Пројекат „Коалиција за мониторинг инклузивног образовања”
- Пројекат „Стоп-сви на спорт”
- Пројекат „Школа за 21. век”
- Пројекат „Занимања”